# هالسي إيفز
هالسي إيفز (بالإنجليزية: Halsey Ives)‏ هو رسام أمريكي، ولد في 27 أكتوبر 1847 في مونتور فالس في الولايات المتحدة، وتوفي في 5 مايو 1911 في لندن في المملكة المتحدة.